# Carlo I Tocco
Carlo I Tocco (... – 4 luglio 1429) è stato un conte palatino ereditario di Cefalonia e Zante dal 1376 e regnò poi come despota d'Epiro dal 1411 alla data della sua morte.

## Biografia
Era il figlio del conte Leonardo I Tocco di Cefalonia e Leucade e di Maddalena de' Buondelmonti, sorella di Esaù de' Buondelmonti d'Epiro. Leonardo I Tocco (che fu conte di Cefalonia 1357–1376 e duca di Leucade 1362–1376) era figlio di Guglielmo II Tocco (governatore di Cefalonia 1328–1335) e Margherita Orsini, sorella di Nicola Orsini e Giovanni II Orsini, despoti di Epiro e conti di Cefalonia. In questo modo, Carlo Tocco ereditò l'Epiro sia dagli Orsini che dai Buondelmonti.
Carlo I succedette al padre Leonardo I come conte di Cefalonia e duca di Leucade nel 1376. Condivise il potere con il fratello Leonardo II, che ottenne l'isola di Zante come appannaggio nel 1399. L'eredità dal patrigno Neri I Acciaiuoli, duca d'Atene diede a Carlo un diritto su Corinto e Megara nel 1395, e, a intermittenza, fu coinvolto negli affari del Peloponneso, mantenendo anche parte di Elide dal 1402 fino a quando la cedette ai Bizantini nel 1427 in seguito alla Battaglia delle Echinadi.
Dal 1405 Carlo controllò diverse fortezze sulla terraferma, inclusa Argirocastro.  Venne invitato, come il successore di suo zio Esaù de' Buondelmonti, a Ioannina dopo il rifiuto della vedova di quest'ultimo e del figlio nel febbraio 1411. Tuttavia, dovette superare l'opposizione decisa dei clan albanesi e in particolare del capo della città di Arta, Yaqub Spata.
A dispetto di una vittoria su Carlo nel 1412, gli albanesi non riuscirono a prendere Ioannina. Al contrario, non molto tempo dopo la morte di Maurice, e quella di Yaqub avvenuta in battaglia nel 1416, Carlo avanzò verso Arta ed ottenne la sua resa nel 1416. Arta venne affidata al fratello minore di Carlo, Leonardo II, e a quel punto i Tocchi controllavano tutte le principali città in Epiro. Nel 1415 gli fu concesso il titolo di despota da parte dell'imperatore bizantino Manuele II Paleologo. Inoltre, come parte della tradizione bizantina che adottò, firmava tutte le sue lettere ufficiali e i decreti in lingua greca.
Oltre al suo conflitto con i governanti bizantini di Morea (Peloponneso) sull'Elide, Carlo trascorse il resto del suo regno in relativa pace.
Nonostante avesse avuto diversi figli illegittimi, gli succedette suo nipote Carlo II Tocco, il figlio di Leonardo II. Sua nipote Creusa Tocco (no Maddelena Tocco come in precedenza creduto) sposò Costantino XI Paleologo.

## Famiglia
Carlo I Tocco non ebbe figli dal suo matrimonio con Francesca Acciaiuoli, figlia di Neri I Acciaiuoli, duca di Atene. Da una relazione con un'amante sconosciuta, ebbe cinque figli illegittimi:
- Memnone di Acarnania
- Ercole
- Turno
- Antonio
- Orlando di Reniassa

Aveva anche una figlia, che nel 1412 sposò il principe ottomano Musa Çelebi, morto nel 1413.

## Cronache di Tocco
Importanti informazioni su Carlo I Tocco si trovano in Cronache di Tocco che fu evidentemente scritto da un suo contemporaneo, e che copre il periodo 1375-1425, compreso il periodo di regno.